# Flisbrons naturreservat
Flisbrons naturreservat är ett naturreservat i Vetlanda kommun i Jönköpings län.
Området är naturskyddat sedan 2024 och är 16 hektar stort och ligger öster om Repperda. Reservatet består av barrskog.